# NGC 7245
NGC 7245 је расејано звездано јато у сазвежђу Гуштер које се налази на NGC листи објеката дубоког неба.
Деклинација објекта је + 54° 20' 36" а ректасцензија 22h 15m 12,0s. Привидна величина (магнитуда) објекта NGC 7245 износи 9,2. NGC 7245 је још познат и под ознакама OCL 225.